# Brachymylus
Brachymylus is een geslacht van uitgestorven kraakbeenvissen die behoren tot de subklasse Holocephali, waartoe ook de moderne draakvissen behoren.